# Dundas House
Dundas House est un bâtiment néoclassique situé à Édimbourg, en Écosse. Il est situé au 36 St Andrew Square, dans la première New Town de la ville. Le bâtiment a été achevé en 1774 comme maison de ville pour Sir Lawrence Dundas par l'architecte William Chambers. Modifié en interne et agrandi au fil des années, c'est aujourd'hui le siège social de la Royal Bank of Scotland. L'édifice est protégé en tant que bâtiment classé de catégorie A.

## Histoire
Le site était auparavant occupé par une taverne rurale connue sous le nom de « Peace and Plenty ». Celle-ci se trouvait sur la route d'Édimbourg à Stockbridge, et existe toujours à ses extrémités.
Lorsque le conseil municipal élabora les plans d'une nouvelle ville élaborés par James Craig en 1767, le site de Dundas House fut présenté comme un projet d'église, St Andrew's (d'où le nom de la place), faisant office de pendant à l'église St George sur ce qui est devenu Charlotte Square (à l'origine appelée George Square, mais un autre projet au sud de la vieille ville avait auparavant pris ce nom). Les deux étaient séparés par la nouvelle ville elle-même, disposée sur une grille formelle centrée sur George Street le long de laquelle les deux églises devaient se faire face.
Sir Lawrence Dundas a vu le plan et a décidé que le site de l'église constituerait un bon emplacement pour un prestigieux hôtel particulier et, en 1768, il a acquis le terrain. Initialement, il a invité les architectes John Carr et James Byres, mais leurs propositions n'ont pas été retenues. Dundas se tourna alors vers William Chambers qui dressa les plans du manoir au début de 1771. Les plans ont été convenus et peu de temps après, la construction a commencé. Le bâtiment fut achevé en janvier 1774.
En 1780, Hugo Arnot décrivait le bâtiment comme « incomparablement la plus belle maison de ville que nous ayons jamais vue ».

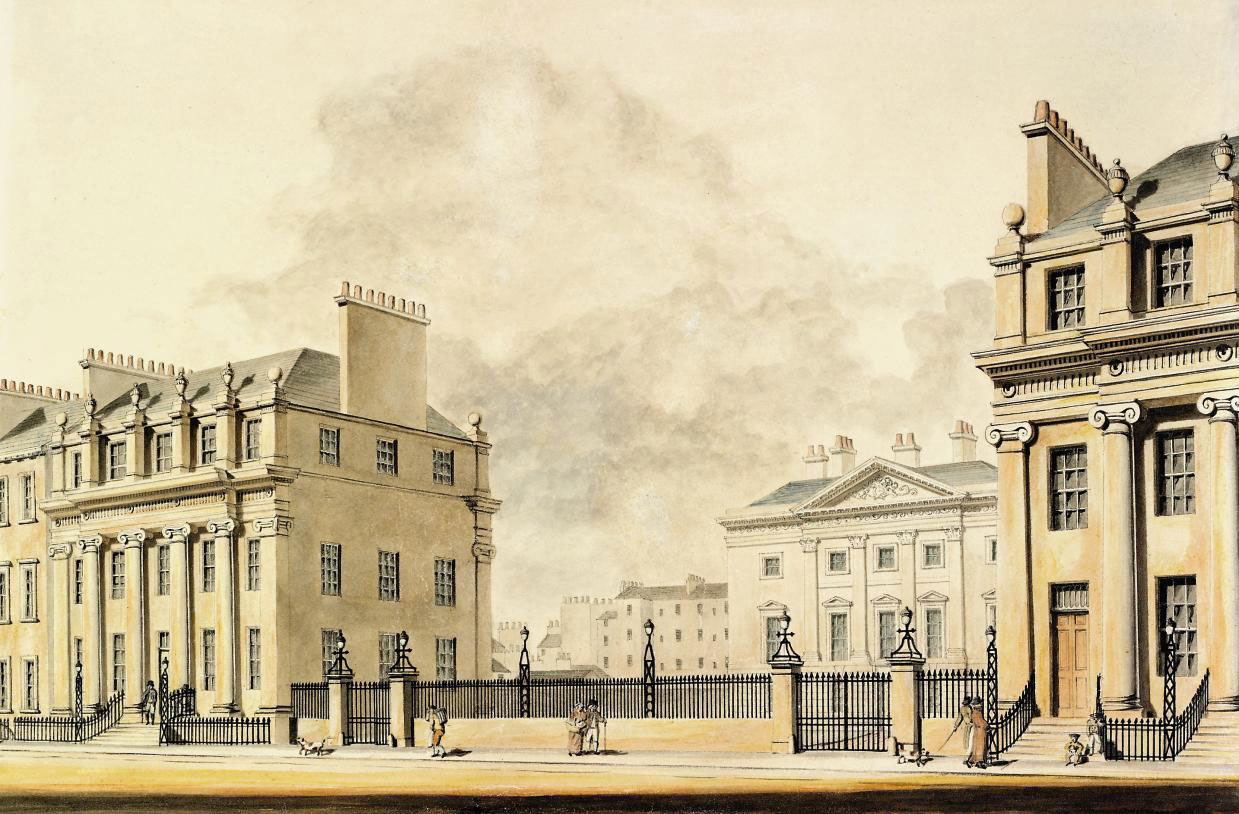
Maison Dundas, dessinée par William Elliott, en 1818

Dundas House a été acquise par la Royal Bank of Scotland en 1825 pour 35 300 £. L'intérieur fut modifié en 1825 et 1828 par Archibald Elliot le Jeune et en 1836 par William Burn. Une grande partie de ces modifications ont été supprimées par John Dick Peddie en 1857 lorsqu'une salle bancaire avec un dôme percé distinctif a été ajoutée à l'arrière de la maison existante.
En 1834, une statue de John Hope, 4e comte de Hopetoun, qui avait été gouverneur de la Banque de 1820 à 1823, fut placée dans le jardin devant Dundas House.

## Architecture

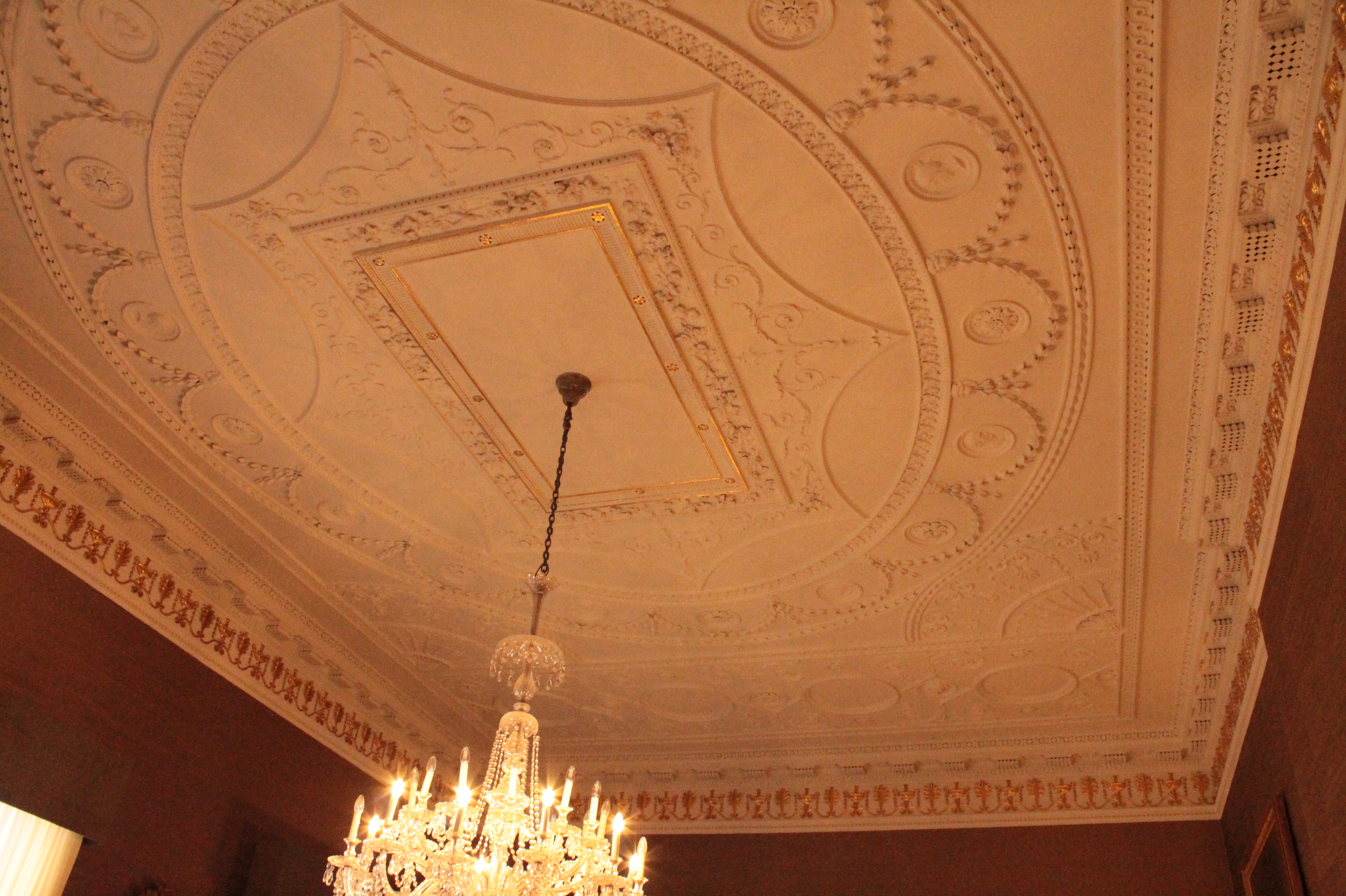
Plafond de la salle de réunion, Maison Dundas

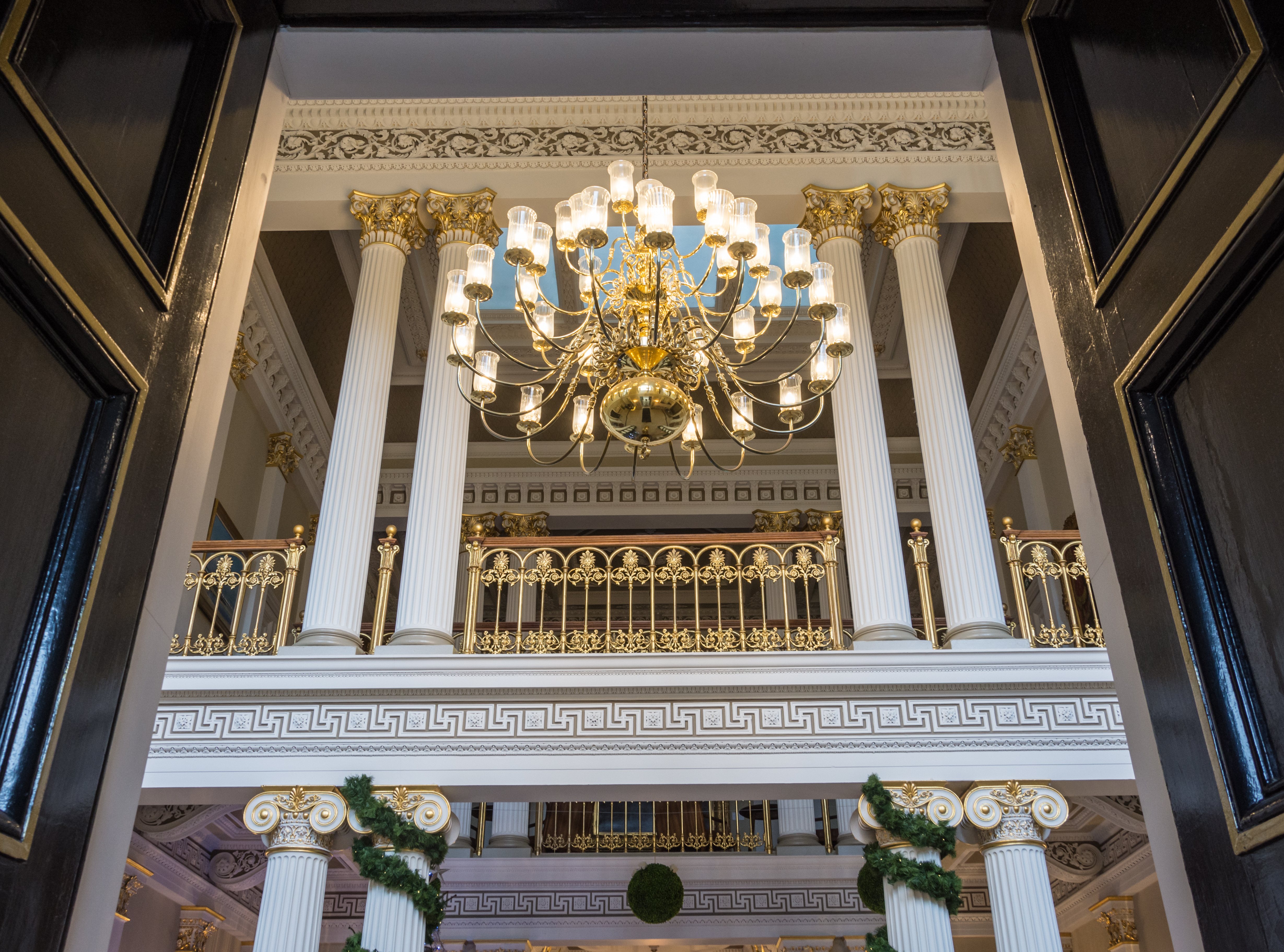
Le hall d'entrée décoré

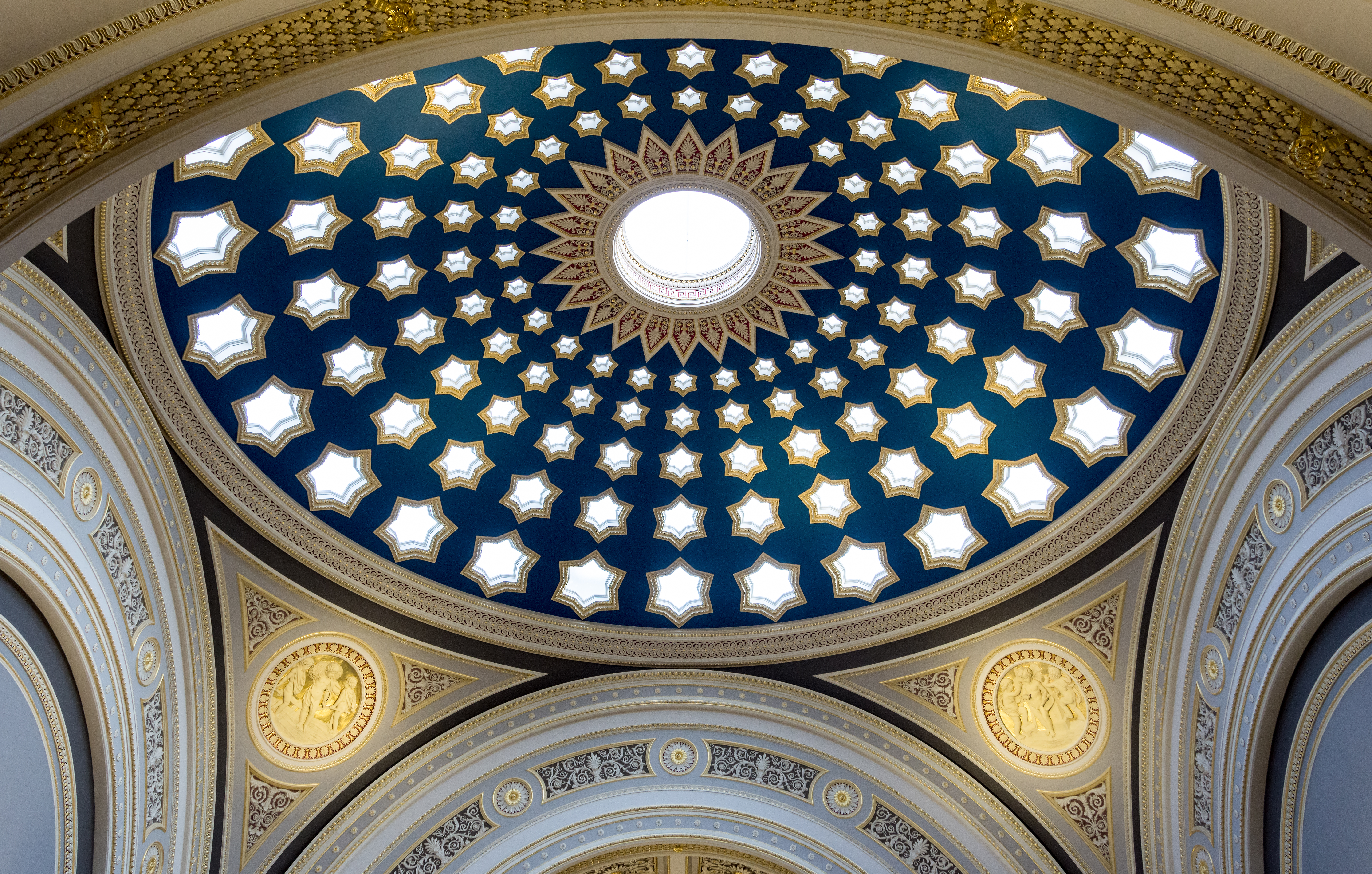
Le plafond en forme de dôme étoilé au-dessus du hall des banques de Dundas House

Dundas House est une maison indépendante conçue dans le style palladien. Elle s'inspire de la villa palladienne Marble Hill House de Roger Morris datant de 1729 à Twickenham, à Londres, mais elle est beaucoup plus grandiose.
La maison est construite en pierre de taille crème, provenant de la carrière de Ravelston à environ trois milles à l'ouest. Elle est surmontée d'un ensemble de pilastres corinthiens supportant un large fronton central. La maison est revêtue de pierre de taille avec un rez-de-chaussée rustique.
La grande et opulente salle des banques, ajoutée par Peddie en 1857, est recouverte d'un grand dôme circulaire bleu percé de 5 niveaux de lucarnes à caissons en forme d'étoile bordées d'or rayonnant depuis l'oculus central et dont la taille diminue vers le centre, représentant le firmament. Une illustration de ce motif en étoile figurait sur la série de billets « Islay » de la Royal Bank of Scotland qui étaient en circulation de 1987 à 2016,,.

## Le Centre Dunard
En 2017, l'International Music and Performing Arts Charitable Trust Scotland a annoncé son intention de développer une salle de concert de 1 000 places, connue sous le nom de The Dunard Centre, derrière Dundas House, en remplacement de bureaux bancaires construits dans les années 1960. Dundas House resterait une banque et continuerait d'être accessible au public. Un permis de construire pour le développement a été accordé en 2021 à la suite d'une contestation judiciaire intentée par les promoteurs d'un site voisin. Les travaux de dégagement du site ont débuté en février 2023. En juin 2024, il a été annoncé que la construction du bâtiment commencerait début 2025, avec une date d'achèvement prévue en 2029.